# Еліс Лігтле
Еліс Лігтле (нід. Elis Ligtlee, нар. 28 червня 1994, Девентер, Нідерланди) — нідерландська велогонщиця, олімпійська чемпіонка 2016 року.

## Виступи на Олімпіадах
| Олімпіада           | Дисципліна       | Місце |
| ------------------- | ---------------- | ----- |
| Ріо-де-Жанейро 2016 | спринт           | 4     |
| Ріо-де-Жанейро 2016 | кейрін           | 1     |
| Ріо-де-Жанейро 2016 | командний спринт | 5     |

## Зовнішні посилання
- Еліс Лігтле — олімпійська статистика на сайті Sports-Reference.com (англ.) (архівна версія)